# Calochortus pulchellus
Calochortus pulchellus là một loài thực vật có hoa trong họ Liliaceae. Loài này được (Benth.) Alph.Wood miêu tả khoa học đầu tiên năm 1868.